# عائلة كويكبات

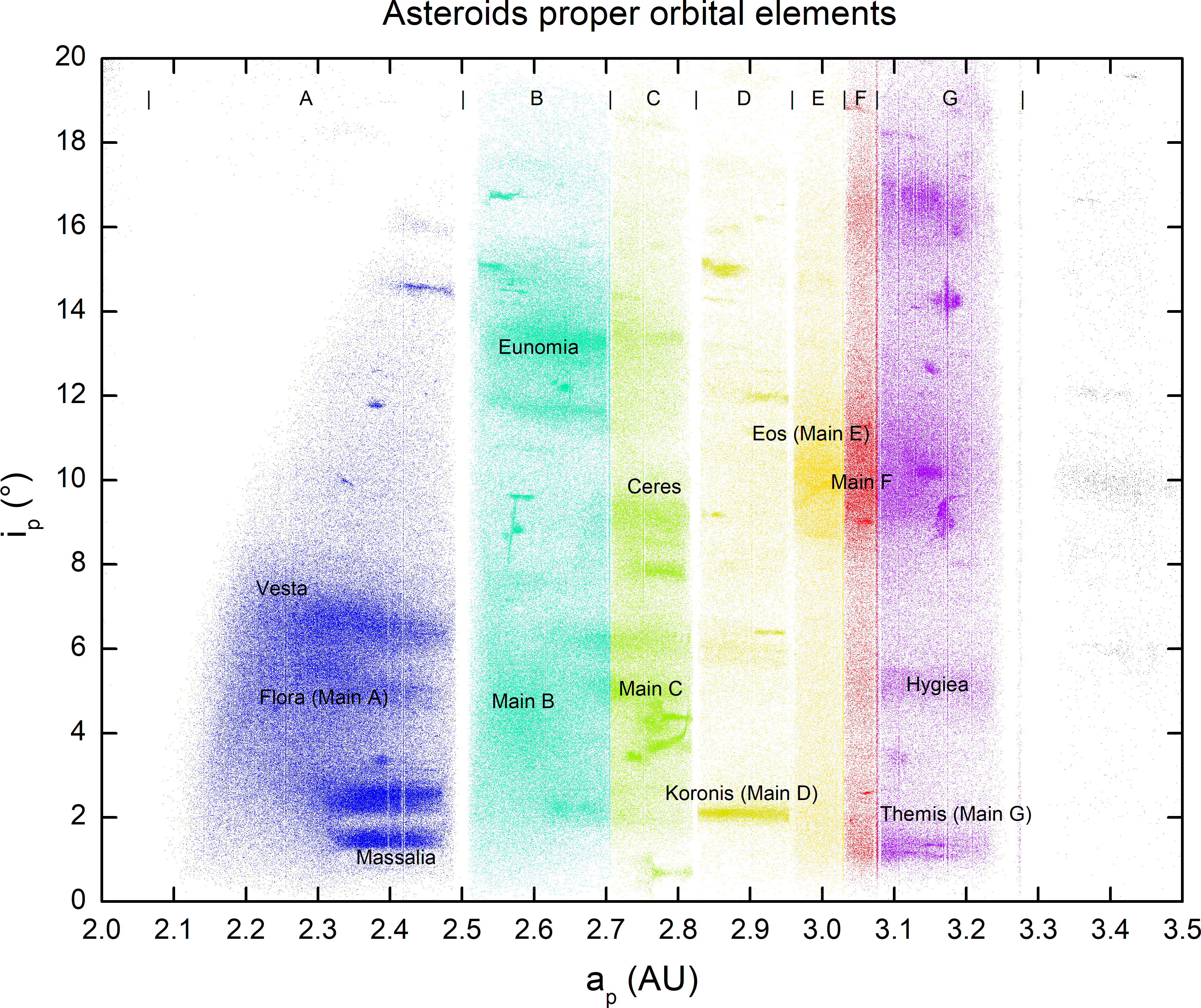
رسم بياني يظهر زاوية الميلان المدارية مقارنةً بنصف المحور الرئيسي لعددٍ من الكويكبات. يمكن رؤية عائلات الكويكبات ككتل منفصلة بألوان مختلفة، تقسمها عن بعضها فجوات كيركوُود المعروفة (A, B+C, D, E+F+G).

أسر أو عائلات الكويكبات هي تجمُّعات من الكويكبات (أجرام صخرية صغيرة نسبياً) التي تتشارك معاً عناصر مدارية شبيهة، مثل نصف المحور الرئيسي والانحراف المداري وزاوية الميلان المدارية. يعتقد أن كل عائلة كويكبات هي مجموعة من بقايا اصطدام قديم بين جسمين فضائيَّين ضخمين. يعد مصطلح «عائلات الكويكبات» أكثر دقَّة من مصطلح «مجموعات الكويكبات»، حيث يمكن أن يشير هذا الأخير إلى أية مجموعة من الكويكبات التي تتشابه بخواصِّها المدارية، دون أن ترتبط بالضرورة بنشأتها أو تركيبها الكيميائي وغير ذلك.
تحتوي عائلات الكويكبات الأكبر والأكثر شهرة في العادة مئات الكويكبات المسجَّلة لدى الفلكيين (إضافة إلى أجسام أصغر حجماً قد لا تكون حظيت بعض بالدراسة الدقيقة أو لم تكتشف من الأصل). من جهةٍ أخرى، قد لا تضم العائلات الصغيرة والمتركّزة ببقع ضيّقة إلا على 10 كويكبات معروفة. حتى الآن، تم تصنيف نحو 33 إلى 35% من كويكبات الحزام الرئيسي ضمن عائلاتٍ مختلفة، وهي تعادل حوالي 20 إلى 30 عائلة مدروسة على نحوٍ جيّد، لكن توجد إلى جانبها عشرات المجموعات الصغيرة التي لم تتم دراستها بما يكفي لتحديد العلاقة بينها. تقع معظم عائلات الكويكبات ضمن الحزام الرئيس، لكن ليس جميعها.

## اقرأ أيضا
- لاكوندريت
- كوندريت
- كوندريت CI